# セアド・ハクシャバノヴィッチ
セアド・ハクシャバノヴィッチ (Sead Hakšabanović, 1999年5月4日 - ) は、スウェーデン・ヒルテブリュック出身のモンテネグロ国籍のサッカー選手。ポジションはミッドフィールダー。ストーク・シティFC所属。モンテネグロ代表。

## 経歴
ハルムスタッズBKでキャリアをはじめ、2015年4月9日のアルスヴェンスカン戦でプロデビューを飾る。
2017年8月1日に。270万ポンドでプレミアリーグのウェストハム・ユナイテッドFCに移籍し、5年契約を結んだ。
2019年1月、IFKノルシェーピンにレンタル移籍。2020年6月に完全移籍となった。
2021年5月27日、FCルビン・カザンに移籍。
2022年8月25日、セルティックFCに5年契約で移籍。
2023年9月1日、ストーク・シティFCにレンタル移籍した。

## プレースタイル
強烈なシュートを持ち、アレクサンデル・イサクと共に黄金世代と呼ばれる。2015年4月のエステルスンドFK戦では決勝点をあげた。